# John Tory

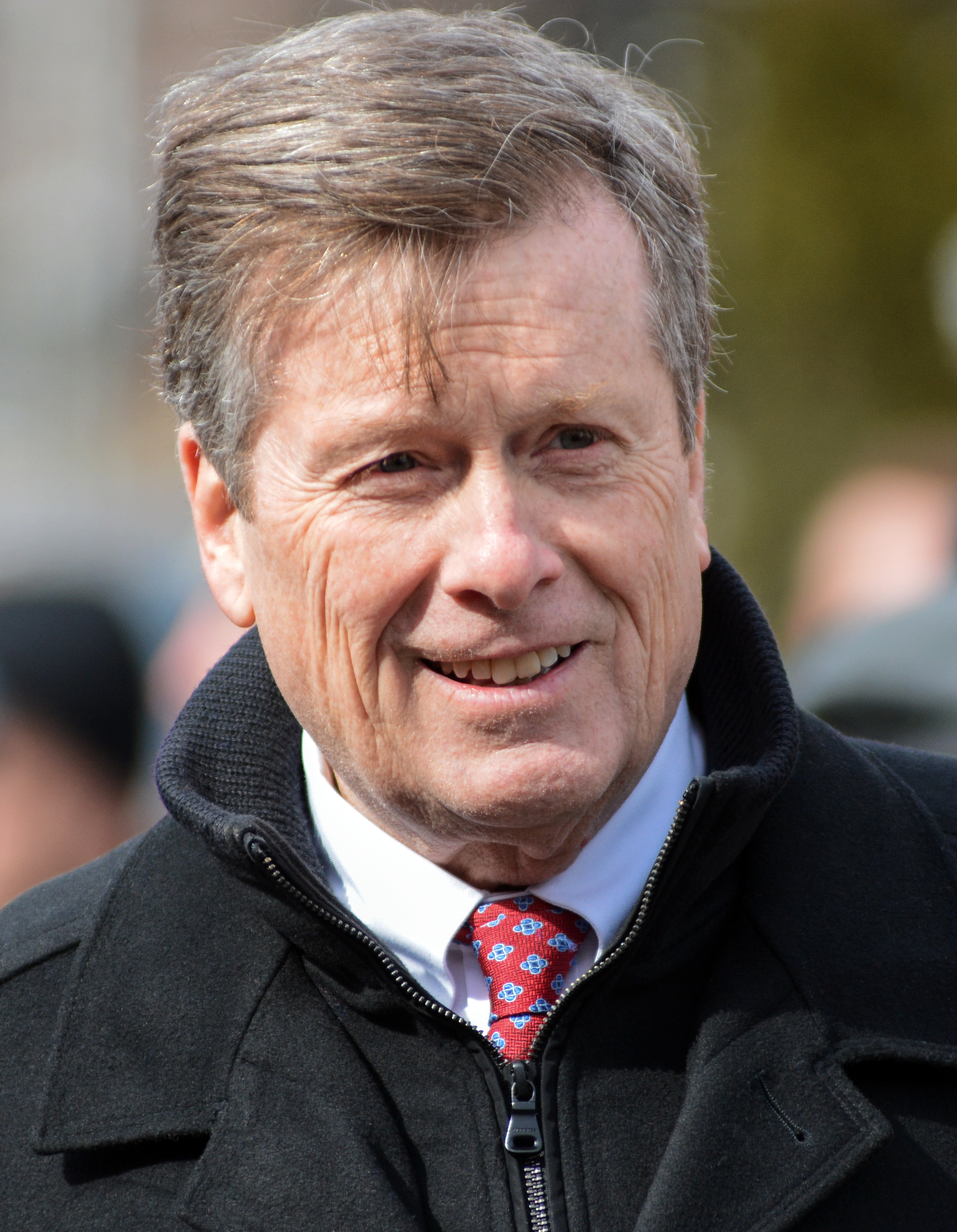
John Tory (2018)

John Howard Tory (* 28. Mai 1954 in Toronto) ist ein kanadischer Politiker und war vom 1. Dezember 2014 bis zum 17. Februar 2023 der 65. amtierende Bürgermeister von Toronto.

## Leben
Tory war Rechtsanwalt, Politstratege und Geschäftsmann, sein Vater John A. Tory war ebenfalls erfolgreicher Anwalt und gründete mit Torys eine der größten kanadischen Anwaltskanzleien. Er kandidierte für das Amt des Bürgermeisters, verlor aber gegen den Umweltaktivisten David Miller, der der sozialdemokratischen New Democratic Party nahesteht. Von 2004 bis 2009 war er Vorsitzender der Progressive Conservative Party of Ontario und vertrat für diese 2005 bis 2007 den Wahlkreis Dufferin-Peel-Wellington-Grey in der Legislativversammlung von Ontario. In den folgenden Jahren zog er sich aus der Politik zurück und war für den Radiosender CFRB als Moderator tätig. Bei den Kommunalwahlen 2010 wurde über seine erneute Kandidatur spekuliert, er lehnte diese aber ab. 2010 bis 2014 war er Vorsitzender der Non-Profit-Organisation CivicAction, die sich um wirtschaftliche und soziale Probleme in der Region von Toronto kümmert. Am 24. Februar 2014 verkündete Tory, bei den folgenden Kommunalwahlen als Kandidat für das Amt des Bürgermeisters anzutreten. Der bisherige Amtsinhaber Rob Ford war wegen zahlreicher Skandale, u. a. wegen rassistischer Äußerungen, umstritten, und hatte sich schließlich aufgrund einer Krebserkrankung entschlossen, nicht mehr anzutreten. Am 27. Oktober 2014 wurde Tory bei einer Wahlbeteiligung von rund 60 % mit 40,3 % der Stimmen gegen Doug Ford, den Bruder des bisherigen Bürgermeisters (33,7 % der Stimmen) und gegen Olivia Chow von der NDP (23,2 %) zum Bürgermeister gewählt. Tory wurde dabei auch von vielen Vertretern der Liberal Party of Canada unterstützt. Tory ist seit 1978 verheiratet, hat vier Kinder und ist Mitglied der United Church of Canada.
Am 17. Februar 2023 trat John Tory als Bürgermeister von Toronto zurück, nachdem bekannt wurde, dass er ein außereheliches Verhältnis mit einem seiner Mitarbeiter hatte. Nach der Nachwahl vom 26. Juni 2023 wurde Olivia Chow Bürgermeisterin.